# Stefan Voncken
Stefan Voncken es un deportista alemán que compitió para la RFA en remo como timonel. Ganó una medalla de oro en el Campeonato Mundial de Remo de 1970 y una medalla de oro en el Campeonato Europeo de Remo de 1969.

## Palmarés internacional
| Campeonato Mundial | Campeonato Mundial      | Campeonato Mundial | Campeonato Mundial |
| Año                | Lugar                   | Medalla            | Prueba             |
| ------------------ | ----------------------- | ------------------ | ------------------ |
| 1970               | St. Catharines (Canadá) | Medalla de oro     | Cuatro con timonel |
| Campeonato Europeo |                         |                    |                    |
| Año                | Lugar                   | Medalla            | Prueba             |
| 1969               | Klagenfurt (Austria)    | Medalla de oro     | Cuatro con timonel |